# Tyson Wahl
Pour les articles homonymes, voir Wahl (homonymie).
Tyson Wahl (né le 23 février 1984 à New Port Beach, Californie, États-Unis) est un joueur américain de soccer ayant évolué au poste de défenseur au sein de la MLS durant toute sa carrière.

## Carrière
Il est transféré le 23 novembre 2011 à l'Impact de Montréal, la nouvelle franchise d'expansion de la MLS. Après seulement 7 mois, il est transféré aux Colorado Rapids le 13 juillet 2012 en retour d'une place de joueur étranger pour la saison 2014. En novembre 2012, son contrat n'est pas renouvelé.

## Palmarès
- Lamar Hunt US Open Cup (1)
  - Vainqueur : 2009